# Jules Tardieu
Pour les articles homonymes, voir Tardieu.
Jules-Romain Tardieu, né le 28 janvier 1805 à Rouen et mort le 19 juillet 1868 à Paris, est un homme de lettres et libraire-éditeur français.

## Biographie
Entré en 1822 dans la maison d’Augustin Renouard, Tardieu devint, en 1837, l’associé de Jules Renouard, son fils et son successeur. À la mort de celui-ci, en 1854, il dirigea quelque temps encore cette librairie, avant de fonder lui-même, en 1856, un autre établissement.
Membre et rapporteur de plusieurs commissions, il a déployé beaucoup de zèle dans les questions relatives à la propriété littéraire à laquelle son propre frère Amand-Louis a également travaillé, côté belge.
Tardieu s’est fait, en outre, un renom littéraire sous le pseudonyme de « J.-T. de Saint-Germain » et d’« abbé Paul ».

## Publications
- Lettre aux Éditeurs de Paris, 1848.
- L’Art d’être malheureux, légende, Paris, 1837, in-12.
- De la perpétuité en matière de littérature et d’art, Paris, 1858, in-8°.
- L’Art de lire les fables, Paris, 1859, in-18.
- La Feuille de Coudrier, Paris, 1859, in-32.
- Les Prestiges de la grandeur, Limoges, 1859, in-12 et in-32.
- Lady Clare, légende, Paris, 1858, in-18.
- La Veilleuse, Paris, 1859 ; 9e édit., 1870, in-18.Publié sous le nom de J.-T. de Saint-Germain.
- Les Roses de Noël, Paris, 1860, in-18.
- Pour parvenir, Paris, 1861, 5e édit., 1869, in-12.
- Le Miracle des roses, opérette, musique de Luigi Bordèze, Paris, 1862, in-12.
- La Trêve de Dieu, Paris, 1862, 4e édit., Paris, 1869, in-18.
- Le Chalet d’Auteuil, Paris, 1862, in-18.
- La Feuille de Coudrier et la Fontaine de Médicis, légende, Paris, 1863, in-18.
- Le Livre des enfants qui ne savent pas lire, Paris, 1863, in-8°.
- Contes de Perrault, précédés d’une Notice, Paris, 1864, in-8°.
- Dolores, légende, Paris, 1864, in-18.
- La Turbotière, Paris, 1865, 1832.
- Éloge du luxe effréné des femmes. Paris, 1865, in-12.
- Les Extrêmes, petits recueils in-18 de nouvelles, légendes et poésies, 1866.
- Bébé ne sait pas lire.
- Quand Bébé saura lire.
- Les Trente-Six Volontés de Mademoiselle, Paris, 1866, in-8°.
- Lettres à la Dame de Cœur sur l’Exposition universelle, Paris, 1867, in-8°.
- Mignon, légende, 12e édit., Paris, 1869, in-18.
- Pour une épingle, Paris, 17e édit., 1870, in-8°.Ouvrage traduit en plusieurs langues.

## Sources
- Noémi-Noire Oursel, Nouvelle Biographie normande, t. 2e, Paris, A. Picard, 1886, p. 495.
- Gustave Vapereau, Dictionnaire universel des contemporains, t. 2, Paris, Hachette, 1870, p. 1726.